# 開羅—達卡高速公路
31°53′16.99″N 24°38′8.3″E / 31.8880528°N 24.635639°E
開羅－达喀尔高速公路是聯合國非洲經濟委員會（UNECA）、非洲開發銀行（ADB）以及非洲聯盟（AU）所推行之「非洲橫貫公路計畫」中的1號路線。其中的黎波里和諾克少的路段是在阿拉伯馬格里布聯盟監督下完成。
本公路全長約8,636（5,366英里），從開羅出發，經過北部非洲的地中海沿岸和西北非洲的大西洋沿岸，直至達喀爾結束。大致上已經通車，除了茅利塔尼亞到摩洛哥之間的邊境路段尚未施工，以及從1994年開始，摩洛哥和阿爾及利亞因為接壤彼此的國界關閉而無法貫通。